# Гивехчи, Насер
Насер Гивехчи (перс. ناصر گیوه چی‎, 12 ноября 1932 — 15 мая 2017) — иранский борец вольного стиля, призёр Олимпийских и Азиатских игр.
Родился в 1932 году в Тегеране. В 1952 году стал обладателем серебряной медали Олимпийских игр в Хельсинки. В 1954 году занял 5-е место на чемпионате мира. В 1956 году принял участие в Олимпийских играх в Мельбурне, но там стал лишь 6-м. В 1958 году завоевал бронзовую медаль Азиатских игр.